# Neon Light
"Neon Light" là bài hát được sáng tác bởi Andrew Dorff, Mark Irwin và Josh Kear và được thu âm bởi ca sĩ nhạc đồng quê người Mĩ Blake Shelton. Bài hát được phát hành thành đĩa đơn mở đầu cho album phòng thu thứ chín của nam nghệ sĩ, Bringing Back the Sunshine trên các đài phát thanh nhạc đồng quê vào ngày 18 tháng 8 năm 2014. Album được phát hành vào ngày 30 tháng 9 năm 2014.

## Nội dung và kết cấu
Bài hát là một bản mid-tempo (tempo trung bình) với "tiếng trống đập theo nhịp điệu từng vòng một" và "tiếng đàn banjo, ghi-ta và Telecaster phát ra theo từng lớp, từng lớp". Nội dung bài hát là về một người đàn ông đi thẳng đến quán rượu sau khi chia tay và tự nói rằng:"có một ánh đèn neon ở phía cuối đường hầm".

## Đánh giá chuyên môn
Jon Freeman của tờ Country Weekly (tạm dịch: Nhật báo nhạc đồng quê) xếp bài hát ở loại "B". Tác giả này gọi bài hát là "một sự quay về trung tâm và là một sự gần gũi với chất nhạc đồng quê truyền thống, thứ đã mở đường cho sự nghiệp của anh" nhưng chỉ trích sự lặp lại của một đoạn lời bài hát.

## Video âm nhạc
Video âm nhạc cho bài hát được đạo diễn bởi Cody Kern và ra mắt vào ngày 12 tháng 9 năm 2014.

## Vị trí trên các bảng xếp hạng
Đĩa đơn được RIAA chứng nhận Vàng vào ngày 5 tháng 1 năm 2015. Tính đến tháng 1 năm 2015, ca khúc đã bán được 526.000 bản tại Hoa Kỳ.

### Xếp hạng tuần
| Bảng xếp hạng (2014 - 2015)      | Vị trí cao nhất |
| -------------------------------- | --------------- |
| Canada (Canadian Hot 100)        | 49              |
| Canada Country (Billboard)       | 1               |
| Hoa Kỳ Billboard Hot 100         | 43              |
| US Country Airplay (Billboard)   | 1               |
| US Hot Country Songs (Billboard) | 3               |

### Xếp hạng cuối năm
| Bảng xếp hạng (2014)             | Vị trí |
| -------------------------------- | ------ |
| US Country Airplay (Billboard)   | 43     |
| US Hot Country Songs (Billboard) | 43     |
| Bảng xếp hạng (2015)             | Vị trí |
| US Hot Country Songs (Billboard) | 88     |

## Chứng nhận
| Quốc gia                                                                           | Chứng nhận | Số đơn vị/doanh số chứng nhận |
| ---------------------------------------------------------------------------------- | ---------- | ----------------------------- |
| Canada (Music Canada)                                                              | Vàng       | 40.000^                       |
| Hoa Kỳ (RIAA)                                                                      | Vàng       | 500.000‡                      |
| * Chứng nhận dựa theo doanh số tiêu thụ. ^ Chứng nhận dựa theo doanh số nhập hàng. |            |                               |